# Marie-Pierre Goyetche
Marie-Pierre Goyetche, née le 12 février 1956 à Nouméa (Nouvelle-Calédonie), est une syndicaliste et femme politique indépendantiste néo-calédonienne, présidente du syndicat Union syndicale des travailleurs kanaks et des exploités (USTKE) depuis le 10 avril 2010.

## Des origines multiculturelles
Marie-Pierre Goyetche est la fille d'un « Caldoche » (natif néo-calédonien d'origine européenne) d'origine basque et descendant du bagnard Dominique Goyetche (1836-1899) et de son fils, le prospecteur minier Pierre Goyetche (1870-1948). Sa mère est une métis Kanak (originaire de Maré) et japonaise. Orpheline de père à sept ans en 1963, elle est élevée en tribu au sein de sa famille maternelle. Elle dit d'ailleurs avant tout qu'elle « se sent Kanak ».   

## Carrière dans l'Éducation nationale
Elle a fait sa carrière dans l'enseignement secondaire technique. Elle commence en tant que maître auxiliaire en biotechnologie au collège de Koné en 1981, puis se rend en France métropolitaine pour raisons familiales et obtient un poste dans un lycée professionnel à Meaux. De retour en Nouvelle-Calédonie en 1991, elle devient coordinatrice à l'antenne de lycée professionnel (ALP) de la Vallée du Tir à Nouméa. 
Elle passe le concours des personnels de direction de l'Éducation nationale du second degré en 1999 et obtient en 2002 le poste de proviseure adjointe du lycée professionnel Pétro-Attiti dans le quartier de Rivière-salée à Nouméa toujours. 

## Militante syndicale et indépendantiste
Elle s’est engagée dans le syndicalisme en 1976, avec la Fédération des fonctionnaires.
En 1991, à son retour de France métropolitaine, elle rejoint l’USTKE de Louis Kotra Uregei, organisation syndicale indépendantiste caractérisée par ses méthodes musclées. D'abord simple militante, elle pilote la fédération de l’enseignement puis monte les échelons au niveau confédéral. Secrétaire générale adjointe puis membre du Bureau confédéral, elle devient la 3e vice-présidente du syndicat en 2003, devenant ainsi une proche collaboratrice du nouveau président Gérard Jodar et s'occupant tout particulièrement de la commission des femmes au sein de l’organisation syndicale. 
En 2007, elle participe à la création du Parti travailliste, bras politique de l'USTKE créé alors par Louis Kotra Uregei. Elle est tête de liste sous cette étiquette aux élections municipales de 2008 dans la petite commune rurale de Poya (elle obtient alors 112 voix, 8 % des suffrages exprimés et 2 sièges sur 23, et est donc élue au conseil municipal où elle siège dans l'opposition) et de nouveau pour les élections provinciales du 10 mai 2009 en Province Sud. Dans la province la plus peuplée et la plus riche du Territoire, nettement dominée par les non-indépendantistes, elle ne réunit cette fois que 2 227 votes (3,68 %, elle réalise ses meilleurs scores dans les communes de Sarraméa, avec 12,5 %, et à Yaté, avec 11,53 %) et, ne passant pas la barre limite des 5 % des inscrits, n'obtient aucun élu ni à l'Assemblée provinciale, ni au Congrès.
Durant le climat social tendu de la saison fraiche 2009, à la suite de l'incarcération de Gérard Jodar et d'autres militants du syndicat en raison de grèves avec dégradations de matériels à CarSud et à Air Calédonie, elle assure l'intérim et est aux premières lignes des manifestations et coups de force organisés pour demander leur libération,. Pourtant, après sa sortie de prison, Gérard Jodar doit faire face à une profonde critique interne sur sa manière de gérer le syndicat durant son dernier mandat de président (de 2006 à 2010). Finalement, lors du 17e congrès organisé à Ponérihouen en avril 2010, Jodar annonce son départ de l'USTKE pour créer son propre syndicat, et Marie-Pierre Goyetche est élue pour lui succéder à la présidence de l'Union le 10 avril 2010. Ses premières déclarations à la tête du syndicat sont pour « une remise en place de la dimension kanak [de l’USTKE], qui s’était un peu émoussée » et pour annoncer un changement de statut pour le conseil honoraire qui « n’avait qu’un rôle consultatif, maintenant il peut s’octroyer des droits », ce qui est vu par les Nouvelles calédoniennes comme une reprise en main de l'organisation par son fondateur, Louis Kotra Uregei, membre du conseil honoraire, après la liberté jugée trop grande qui avait été laissée à Gérard Jodar. Elle annonce également sa volonté de retourner à la table du dialogue social que l'USTKE avait quitté avec les conflits CarSud et Air Calédonie à partir de 2007 et 2008.
Elle participe aux élections provinciales du 11 mai 2014, où elle représente le Parti travailliste en 4e position sur la liste d'union des indépendantistes (une première depuis 1989), baptisée « Construisons notre nation arc-en-ciel », menée par Rock Wamytan dans le Sud. Celle-ci permettant d'optimiser les voix nationalistes avec 12 363 voix soit 18,13 % des suffrages exprimés et 7 élus sur 40 à l'assemblée provinciale, dont 6 siégeant également au Congrès. Marie-Pierre Goyetche fait ainsi son entrée dans ces deux institutions, siégeant au Congrès dans le groupe « UC-FLNKS et Nationaliste ». Elle est portée le 23 mai 2014 à l'un des deux postes de secrétaire du bureau de cette assemblée, ainsi qu'au sein de sa commission permanente.
Lors des troubles de 2024, en tant que porte-parole du Parti travailliste et membre de la Cellule de coordination des actions sur le terrain (CCAT), elle dénonce dans la presse les agissements du ministre de l'Intérieur Gérald Darmanin.

## Controverses
Fonctionnaire en décharge syndicale, elle ne travaille pas mais continue à être payée par l'Éducation Nationale, environ 500 000 Francs CFP par mois selon le Front national local. 
En mars 2010, le rapporteur public des comptes de campagne demande à la dixième sous-section du Conseil d'État de prononcer l’inéligibilité aux élections provinciales et au Congrès de la Nouvelle-Calédonie de Marie-Pierre Goyetche, Mikaele Tuifua et Léopold Jorédié. Si aucun d'eux n'a été élu, et ne risque donc pas de perdre un mandat, le rapporteur public leur reproche de pas avoir déposé leurs comptes de campagne dans le délai imparti prévu par la loi. Si le Conseil d'État la condamne, elle ne pourra pas se représenter aux prochaines échéances provinciales de 2014.